# クレディトランス
クレディトランス(スペイン語: Creditrans)は、スペイン・バスク州ビスカヤ県周辺で使用できるトラベルカード（乗車カード）である。2007年には1億人以上の乗客が使用した。

## 歴史
1995年にメトロ・ビルバオ（ビルバオ地下鉄）が開業したが、ビルバオ周辺の交通機関のシステム統合は遅れていた。4社の鉄道会社（現在はビルバオ・トラムも含めて5社）、2社のバス会社がそれぞれ異なる料金体系を採用しており、会社ごとに切符を購入しなければならなかった。
ビスカヤ交通組合(CTB)はこの状況を改善するために設立された公開企業である。機械や情報システムが統合されると、まずはバスとメトロのシステムが統合され、バスク鉄道がすぐに続き、その後スペイン狭軌鉄道がこのシステムに加盟した。最後にセルカニアス・ビルバオを運行するレンフェ（スペイン国鉄）が残ったが、2009年にクレディトランスのシステムに組み込まれた。

## 運営
カードは5ユーロ、10ユーロ、15ユーロ分の乗車カードとして機能する。メトロやトラムの自動販売機、タバコ屋やATMで購入することができる。改札機にカードを入れると、それぞれの交通機関に応じて異なる金額が引かれる。例えばメトロとバスなど複数の交通機関を連続して使用する場合には、2番目の交通機関で20%が割引かれる。

## 加盟会社
出典 : 公式サイト

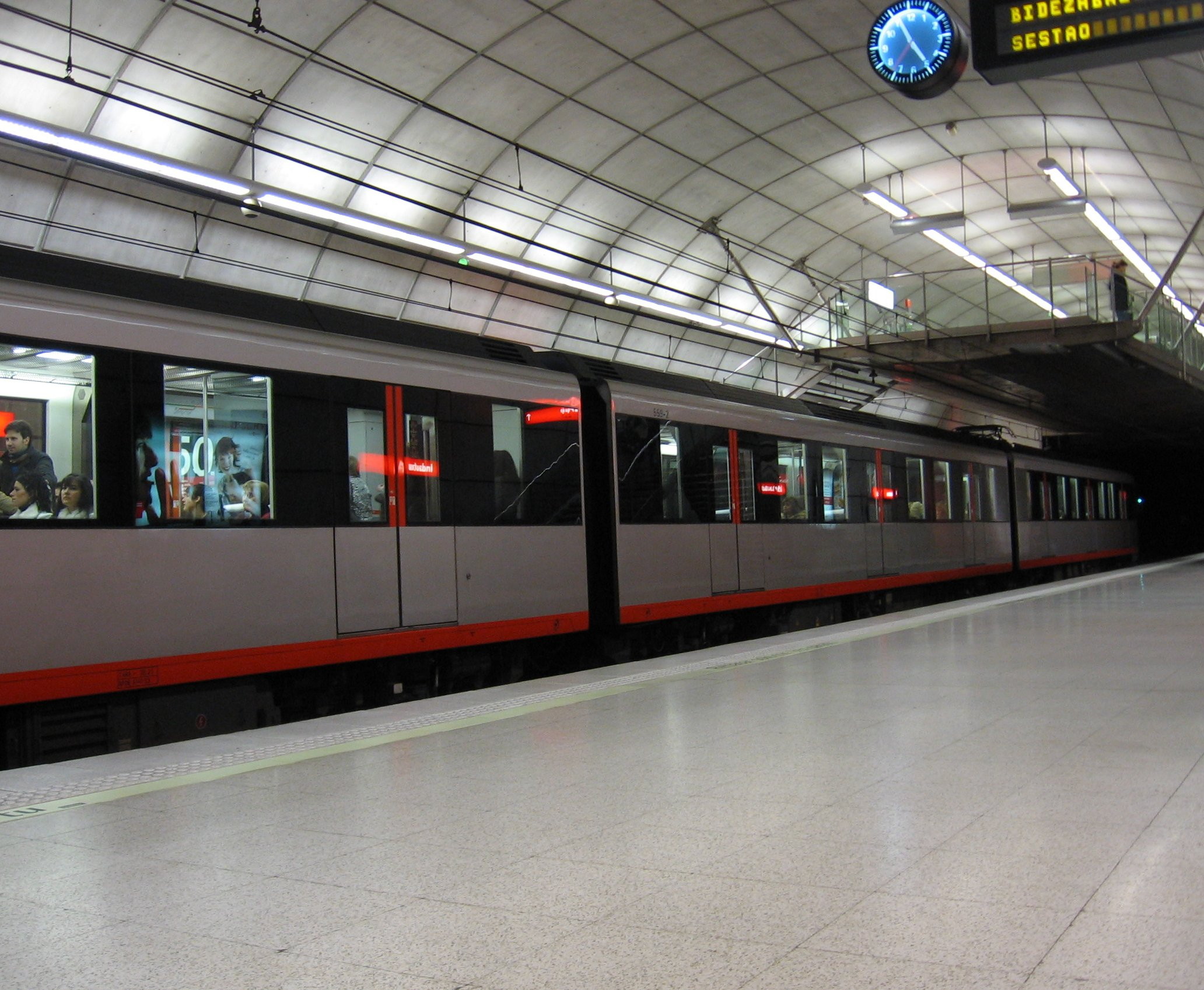
メトロ・ビルバオ（地下鉄）
- ビルボバス（バス）
- ビスカイバス（バス）
- エチェバリバス（バス）
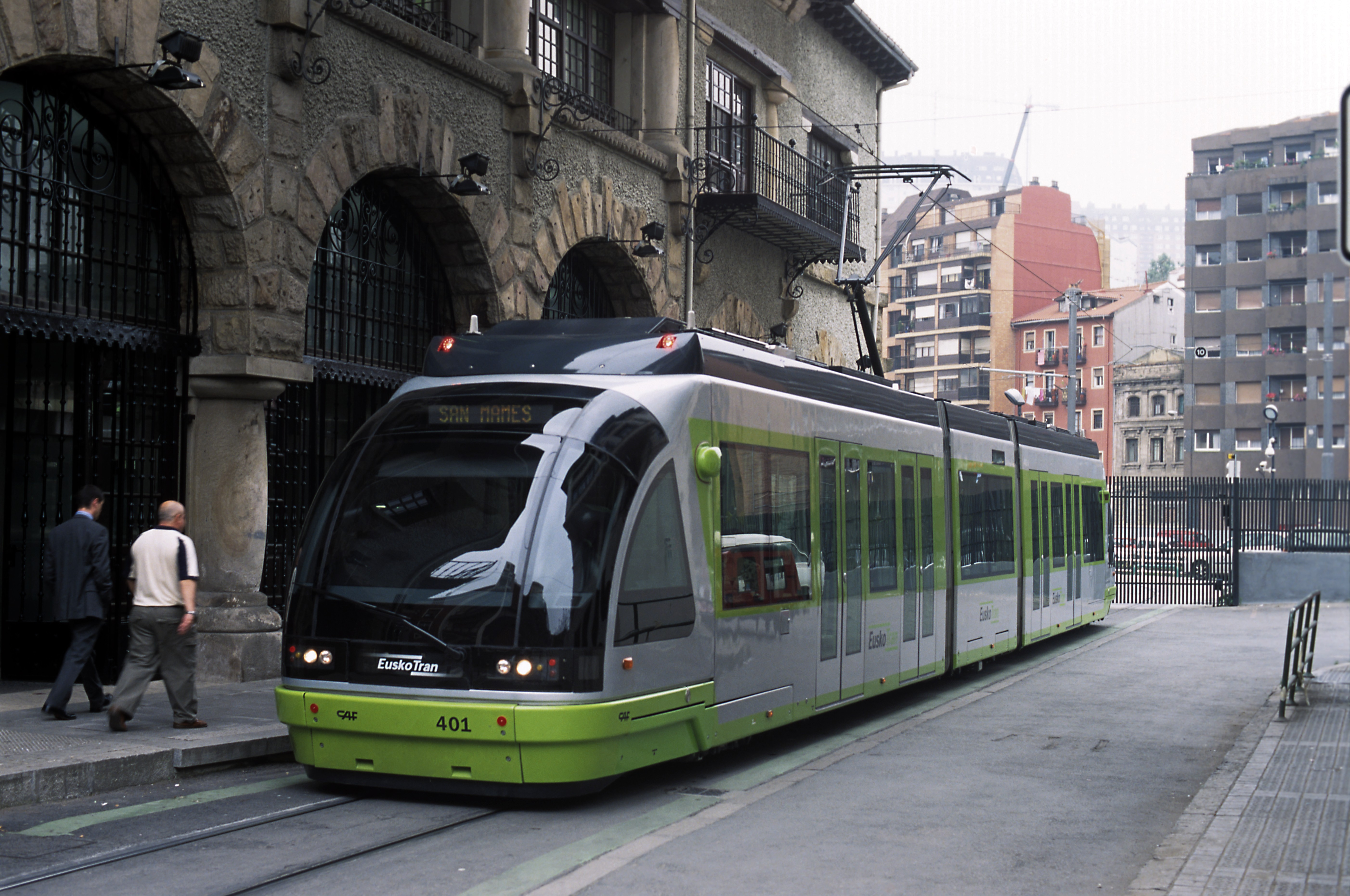
アウトブス・エランディオ（バス）
- Kバス（バス）
- エレアガ斜行エレベーター
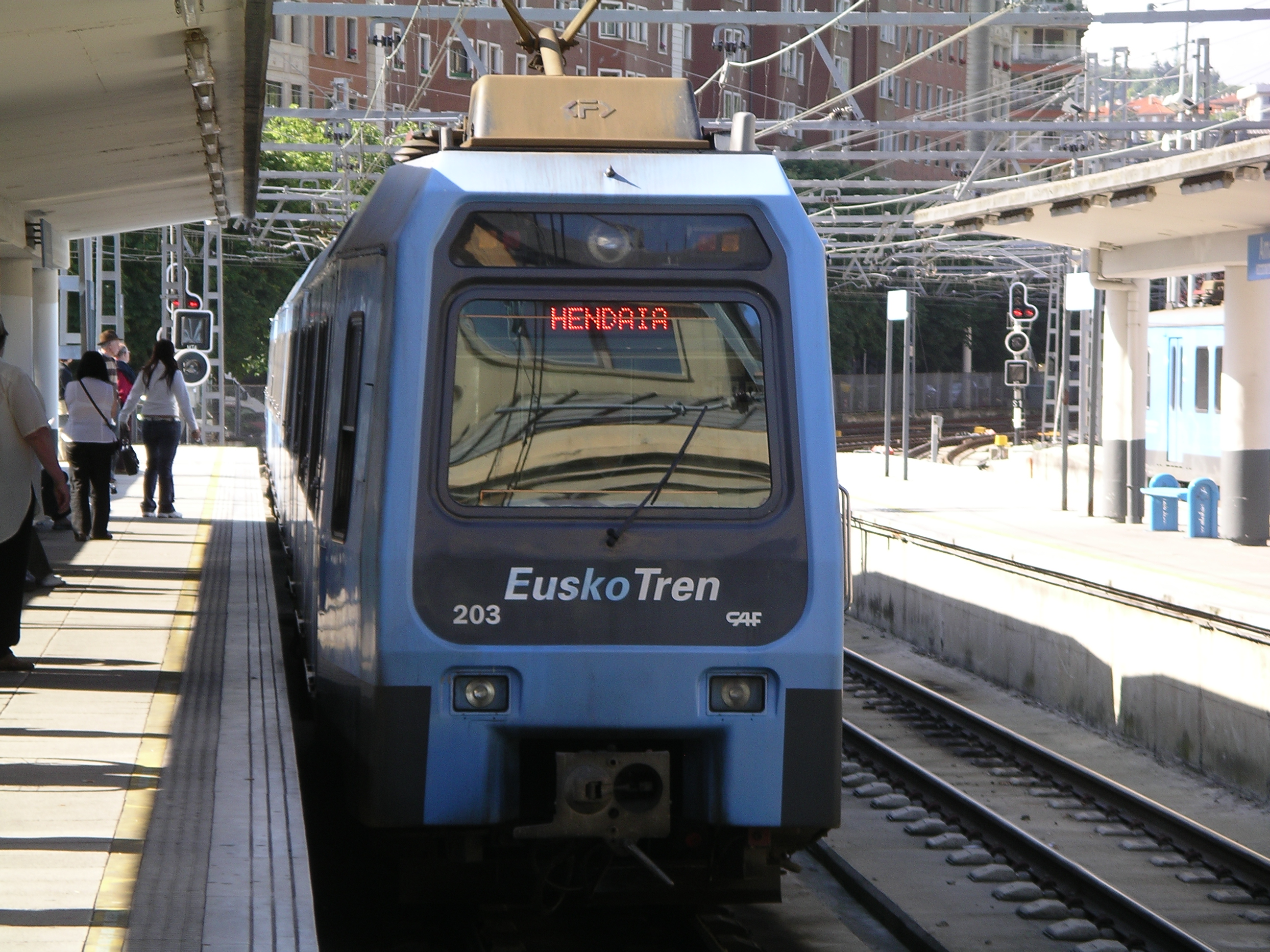
バスク鉄道（通勤鉄道）
- スペイン狭軌鉄道(FEVE)（通勤鉄道）
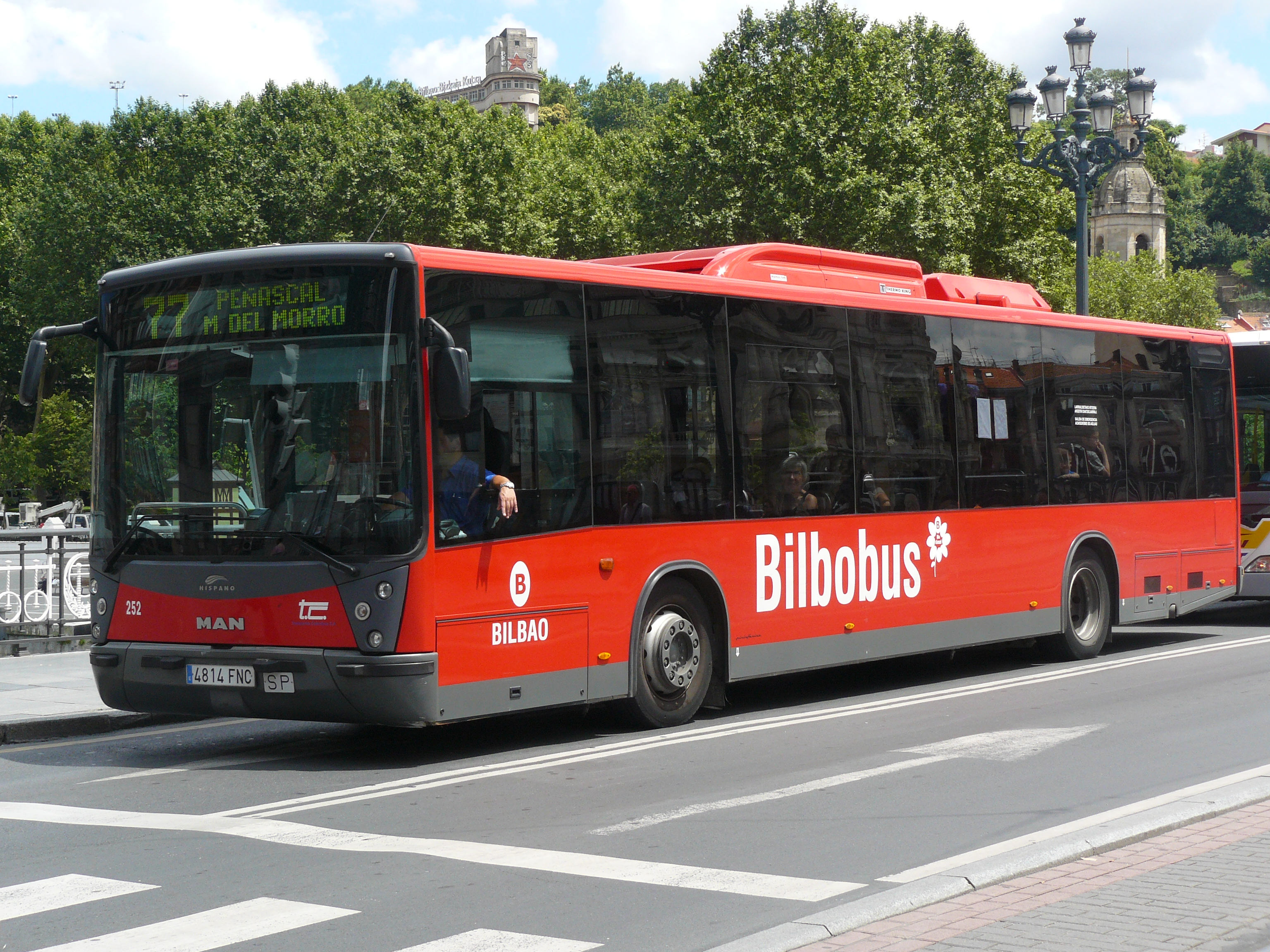
ビルバオ・トラム（路面電車）
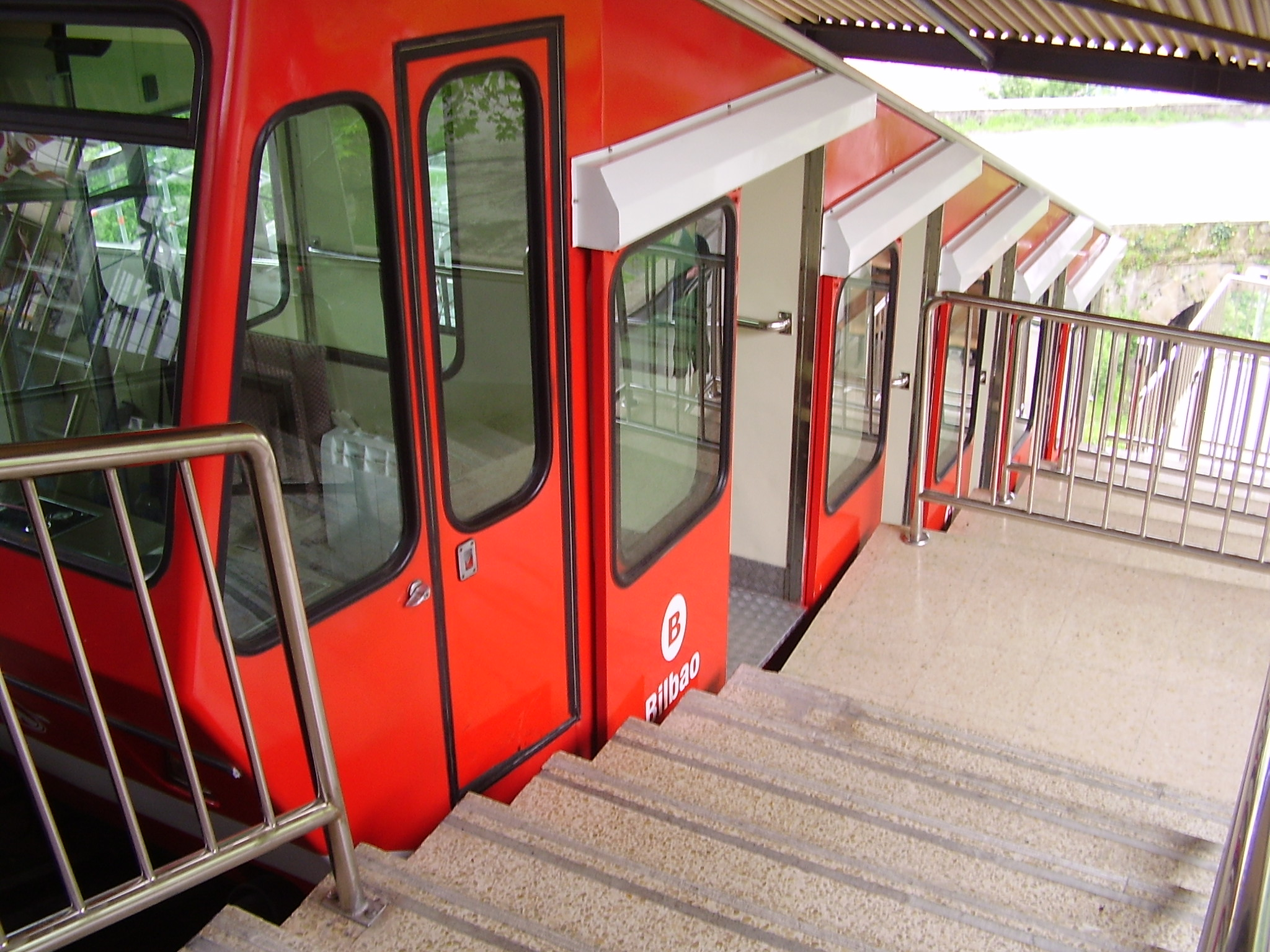
アルチャンダ・ケーブルカー（ケーブルカー）
- ビスカヤ橋

- メトロ・ビルバオ
- ビルバオ・トラム
- バスク鉄道
- ビルボバス
- アルチャンダ・ケーブルカー